# Luiz Maurício da Silva
Luiz Maurício da Silva (Juiz de Fora, 17 de janeiro de 2000) é um atleta brasileiro especializado no lançamento de dardo, finalista olímpico e recordista sul-americano.
Em 2022, ele conquistou a medalha de ouro nos Jogos Sul-Americanos. Nas Olimpíadas de Paris 2024, Da Silva quebrou o recorde sul-americano no lançamento de dardo, atingindo a marca de 85,91 metros, superando o mínimo necessário de 84 metros para a classificação automática.

## Carreira

### 2022–24
No Campeonato Ibero-americano de Atletismo de 2022, em La Nucia, obteve uma medalha de bronze, com a marca de 80,41m. 
Obteve a medalha de ouro nos Jogos Sul-Americanos de 2022.
Esteve no Campeonato Mundial de Atletismo de 2023, onde terminou em 20º no lançamento de dardo.
Participou dos Jogos Pan-Americanos de 2023 realizados em Santiago, Chile, terminando em 9º lugar.
No Campeonato Ibero-americano de Atletismo de 2024, em Cuiabá, obteve uma medalha de bronze, com a marca de 82,02m. 
Em 30 de junho de 2024, competindo no Troféu Brasil, realizado em São Paulo, ele alcançou a marca de 85,57 m, quebrando o recorde sul-americano da prova e também obtendo o índice olímpico, que era de 85,50 m. Com isso, ele obteve vaga para os Jogos Olimpícos de 2024.

### Jogos Olímpicos de 2024
Nos Jogos Olimpícos de 2024 em Paris, ele alcançou a marca de 85,91 m na qualificação, quebrando novamente o recorde sul-americano e se classificando para a final na sexta colocação. Foi a primeira vez que um brasileiro se classificou para a final do lançamento de dardo nas Olimpíadas - nos Jogos de 1932, Heitor Medina terminou em 11º lugar, quando ainda não haviam eliminatórias nesta prova. Na final, não obteve o mesmo desempenho da fase de qualificação, mas terminou em 11º lugar com a marca de 80,67m, igualando a melhor marca da história do Brasil nas Olimpíadas.

### 2025–28
No final de maio de 2025, ao participar do Kip Keino Classic 2025, no Quênia, ele bateu novo recorde sul-americano do lançamento de dardo, com a marca de 86,34 metros. 
Em 20 de junho de 2025, na etapa de Paris da Diamond League, bateu o recorde sul-americano do lançamento de dardo pela quarta vez, com a marca de 86,62 m, terminando em 3º lugar na prova. 
No Troféu Brasil de Atletismo, em agosto de 2025, quebrou seu próprio recorde e se tornou o primeiro atleta sul-americano a lançar o dardo a mais de 90 metros. Ele se tornou o 2º melhor lançador de dardo da história das Américas, atrás apenas de Breaux Greer. Ele obteve a marca de 91,00 m, que seria medalha de ouro em todos os Jogos Olímpicos exceto Paris 2024, onde seria medalha de prata. Esta marca o colocou entre os 20 melhores lançadores de dardo de todos os tempos, na 18ª posição.